# Quận Greenlee, Arizona
Quận Greenlee là một quận thuộc tiểu bang Arizona, Hoa Kỳ. Quận này có diện tích km², dân số theo điều tra năm 2000 của Cục điều tra dân số Hoa Kỳ là 8547 người 2. Quận lỵ đóng tại thành phố Clifton6.

## Địa lý
Theo Cục điều tra dân số Hoa Kỳ, quận có diện tích km2, trong đó có 1,6 km2 là diện tích mặt nước.